# 申英哲
申 英哲（シン・ヨンチョル、朝鮮語: 신영철、1959年 - ）は、朝鮮民主主義人民共和国の政治家。羅先特別市党委員会委員長、朝鮮労働党中央委員会委員。内閣政治局局長、朝鮮労働党副部長などを歴任した。

## 経歴
1959年に生まれた。出生地は不明。2009年3月8日に実施された最高人民会議第12期代議員選挙で、平壌火力発電連合企業所の支配人として第15号選挙区第87号分区から立候補した同姓同名の人物がいるが、同一人物かは不明。2011年に両江道党委員会副委員長に任命され、2013年に朝鮮労働党副部長に転じた。2016年12月に内閣政治局局長に任命され、2017年9月23日に平壌直轄市で開催された反米対決戦総決起集会に参加し、「もし、米帝がこの地に戦争の火雲を引き寄せるなら、全人民抗戦で侵略者、挑発者を最も凄絶に、最も無慈悲に懲罰する」と演説した。同年10月7日に開催された朝鮮労働党中央委員会第7期第2回総会で、朝鮮労働党中央委員会委員候補に補選され、2018年2月に羅先特別市党委員会委員長に任命された。同年4月20日に開催された党中央委員会第7期第3回総会で、党中央委員会委員に補選され、2019年3月に最高人民会議第14期代議員に選出された。

## 参考サイト
- 북한정보포털

| 先代林景万 | 羅先特別市党委員会委員長2018年 - | 次代現職 |